# Fußballnationalmannschaft der Demokratischen Republik Kongo
Die Fußballnationalmannschaft der DR Kongo repräsentiert die Demokratische Republik Kongo im Fußballsport. Während der Herrschaft Mobutu Sese Sekos trug das Land und damit auch die Nationalmannschaft von 1971 bis 1997 den Namen Zaire. In dieser Zeit konnten die größten sportlichen Erfolge erzielt werden: 1974 wurde die Mannschaft zum zweiten Mal Afrikameister und qualifizierte sich zum bislang einzigen Mal für die Endrunde einer Fußball-Weltmeisterschaft. Bei der Teilnahme an diesem WM-Turnier in Deutschland setzte es auch die bisher höchste Niederlage (0:9 gegen Jugoslawien).

## Rekordspieler
Stand: 19. November 2024
Fettgesetzte Spieler sind noch aktiv

### Meiste Einsätze
| #   | Name                 | Zeitraum  | Spiele | Tore |
| --- | -------------------- | --------- | ------ | ---- |
| 1.  | Chancel Mbemba       | 2013–     | 91     | 6    |
| 2.  | Issama Mpeko         | 2011–     | 80     | 1    |
| 3.  | Muteba Kidiaba       | 2002–2015 | 64     | 0    |
| 4.  | Cédric Bakambu       | 2015–     | 54     | 16   |
| 4.  | Trésor Mputu         | 2004–     | 54     | 14   |
| 6.  | Zola Matumona        | 2002–2014 | 53     | 9    |
| 7.  | Elia Meschack        | 2016–     | 52     | 11   |
| 8.  | Yannick Bolasie      | 2013–     | 50     | 9    |
| 8.  | Kimemba Mbayo        | 1996–2011 | 50     | 4    |
| 10. | Dieumerci Mbokani    | 2005–     | 49     | 22   |
| 11. | Ndombe Mubele        | 2013–2018 | 45     | 9    |
| 11. | Youssouf Mulumbu     | 2008–2019 | 45     | 1    |
| 13. | Mbala Mbuta Biscotte | 1996–2010 | 44     | 3    |
| 13. | Tsholola Tshinyama   | 2001–2012 | 44     | 1    |

### Meiste Tore
| #  | Name                   | Zeitraum  | Tore | Spiele |
| -- | ---------------------- | --------- | ---- | ------ |
| 1. | Dieumerci Mbokani      | 2005–     | 22   | 49     |
| 2. | Cédric Bakambu         | 2015–     | 16   | 54     |
| 3. | Trésor Mputu Mabi      | 2004–     | 14   | 54     |
| 3. | Shabani Nonda          | 2000–2008 | 14   | 22     |
| 5. | Jean-Jacques Yemweni   | 2000–2007 | 12   | 16     |
| 6. | Elia Meschack          | 2016–     | 11   | 52     |
| 7. | Eugène Kabongo Ngoy    | 1981–1991 | 10   | 21     |
| 7. | Pierre Ndaye Mulamba † | 1973–1976 | 10   | 20     |
| 9. | Yannick Bolasie        | 2013–     | 09   | 50     |
| 9. | Jonathan Bolingi       | 2014–     | 09   | 34     |
| 9. | Etepe Kakoko           | 1970–1976 | 09   | 31     |
| 9. | Alain Dioko Kaluyituka | 2004–2013 | 09   | 31     |
| 9. | Zola Matumona          | 2002–2014 | 09   | 53     |
| 9. | Ndombe Mubele          | 2013–2018 | 09   | 45     |

## Trainer
- Blagoja Vidinić (1972–1974)
- Ștefan Stănculescu (1974–1976)
- Otto Pfister (1985–1989)
- Jean-Santos Muntubila (1995)
- Muhsin Ertuğral (1995–1996)
- Jean-Santos Muntubila (1996–1997)
- Jean-Santos Muntubila (2001)
- Eugène Kabongo Ngoy (2002)
- Mick Wadsworth (2003–2004)
- Claude Le Roy (2004–2006)
- Henri Depireux (2006–2007)
- Florent Ibengé (2008)
- Patrice Neveu (2008–2010)
- Robert Nouzaret (2010–2011)
- Claude Le Roy (2011–2013)
- Jean-Santos Muntubila (2013–2014)
- Florent Ibengé (2014–2019)
- Christian Nsengi (2019–2021)
- Héctor Cúper (2021–2022)
- Sébastien Desabre (2022–)

## Turniere

### Weltmeisterschaft
| Jahr | Gastgeberland  | Teilnahme bis …                    | Letzte(r) Gegner                   | Ergebnis | Trainer         | Bemerkungen und Besonderheiten |
| ---- | -------------- | ---------------------------------- | ---------------------------------- | -------- | --------------- | --- |
| 1930 | Uruguay        | nicht teilgenommen                 |                                    |          |                 | Kein selbständiger Staat |
| 1934 | Italien        | nicht teilgenommen                 |                                    |          |                 | Kein selbständiger Staat |
| 1938 | Frankreich     | nicht teilgenommen                 |                                    |          |                 | Kein selbständiger Staat |
| 1950 | Brasilien      | nicht teilgenommen                 |                                    |          |                 | Kein selbständiger Staat |
| 1954 | Schweiz        | nicht teilgenommen                 |                                    |          |                 | Kein selbständiger Staat |
| 1958 | Schweden       | nicht teilgenommen                 |                                    |          |                 | Kein selbständiger Staat |
| 1962 | Chile          | nicht teilgenommen                 |                                    |          |                 | 1. Länderspiel erst 1963 |
| 1966 | England        | nicht teilgenommen                 |                                    |          |                 | |
| 1970 | Mexiko         | Anmeldung durch die FIFA abgelehnt |                                    |          |                 | |
| 1974 | Deutschland    | Vorrunde (als Zaire)               | Schottland, Jugoslawien, Brasilien | 16.      | Blagoja Vidinić | Erstes schwarzafrikanisches Land bei einer WM-Endrunde. Nach drei Niederlagen als Gruppenletzter ausgeschieden. Das 0:9 gegen Jugoslawien ist bis heute die höchste Niederlage. |
| 1978 | Argentinien    | zurückgezogen (als Zaire)          |                                    |          |                 | |
| 1982 | Spanien        | nicht qualifiziert (als Zaire)     |                                    |          |                 | In der Qualifikation in der 3. Runde an Kamerun gescheitert. |
| 1986 | Mexiko         | nicht teilgenommen                 |                                    |          |                 | |
| 1990 | Italien        | nicht qualifiziert (als Zaire)     |                                    |          |                 | In der Qualifikation in der 2. Runde an Tunesien gescheitert, das sich ebenfalls nicht qualifizieren konnte. |
| 1994 | USA            | nicht qualifiziert (als Zaire)     |                                    |          |                 | In der Qualifikation in der 1. Runde erneut an Kamerun gescheitert. |
| 1998 | Frankreich     | nicht qualifiziert (als Zaire)     |                                    |          |                 | In der Qualifikation in der 2. Runde an Südafrika gescheitert. |
| 2002 | Südkorea/Japan | nicht qualifiziert                 |                                    |          |                 | In der Qualifikation in der 2. Runde erneut an Tunesien gescheitert. |
| 2006 | Deutschland    | nicht qualifiziert                 |                                    |          |                 | In der Qualifikation in der 2. Runde an Ghana gescheitert. |
| 2010 | Südafrika      | nicht qualifiziert                 |                                    |          |                 | In der Qualifikation in der 2. Runde an Ägypten gescheitert, das sich ebenfalls nicht qualifizieren konnte. |
| 2014 | Brasilien      | nicht qualifiziert                 |                                    |          |                 | In der Qualifikation traf die Demokratische Republik Kongo zunächst in Hin- und Rückspiel auf Swasiland. Nachdem beide Spiele gewonnen wurden, traf man in der Gruppenphase auf Kamerun, Libyen und Togo, konnte sich aber gegen diese Mannschaften nicht durchsetzen. Nach einem 0:0 im vorletzten Spiel gegen Kamerun hatte die Mannschaft keine Chance mehr, sich zu qualifizieren, und beendete die Gruppenphase als Tabellendritter. |
| 2018 | Russland       | nicht qualifiziert                 |                                    |          |                 | Die Mannschaft musste erst in der zweiten Runde eingreifen und setzte sich dabei gegen Burundi durch. In der dritten Runde schied die Mannschaft als Gruppenzweite aus. |
| 2022 | Katar          | nicht qualifiziert                 |                                    |          |                 | In der 2. Qualifikationsrunde setzte sich die Mannschaft gegen Benin, Madagaskar und Tansania durch, verlor aber in der dritten Runde gegen Marokko. |

### Afrikameisterschaft
- 1957 bis 1963 – keine Teilnahme
- 1965 – Vorrunde
- 1968 – Afrikameister (Finale 1:0 gegen Ghana)
- 1970 – Vorrunde
- 1972 – 4. Platz
- 1974 – Afrikameister (Finale 2:2 und 2:0 gegen Sambia)
- 1976 – Vorrunde
- 1978 bis 1986 – keine Teilnahme
- 1988 – Vorrunde
- 1990 – zurückgezogen
- 1992 – Viertelfinale
- 1994 – Viertelfinale
- 1996 – Viertelfinale
- 1998 – 3. Platz
- 2000 – Vorrunde
- 2002 – Viertelfinale
- 2004 – Vorrunde
- 2006 – Viertelfinale
- 2008 bis 2012 – nicht qualifiziert
- 2013 – Vorrunde
- 2015 – 3. Platz
- 2017 – Viertelfinale
- 2019 – Achtelfinale
- 2022 – nicht qualifiziert
- 2024 – 4. Platz
- 2025 – qualifiziert

### Afrikanische Nationenmeisterschaft
- 2009: Nationenmeister
- 2011: Viertelfinale
- 2014: Viertelfinale
- 2016: Nationenmeister
- 2018: nicht qualifiziert
- 2020: Viertelfinale (wegen der COVID-19-Pandemie in den Januar 2021 verlegt)
- 2023: Vorrunde

## Bekannte Spieler
- René Makondele
- Shabani Nonda
- Etepe Kakoko
- Lomana LuaLua
- Mbala Mbuta Biscotte
- Cédric Makiadi
- Michél Mazingu-Dinzey
- Dieumerci Mbokani
- Assani Lukimya
- Youssuf Mulumbu
- Cédric Mongongu
- Larrys Mabiala
- Trésor Mputu
- Malcolm Albert Ntambwe
- Yannick Bolasie
- Elias Kachunga
- Samuel Essende